# Hans Peter Janssens
Hans Peter Janssens (Brugge, 19 maart 1962) is een Vlaams bariton en musicalacteur.

## Opleiding
Janssens studeerde aan het Stedelijk Muziekconservatorium in Brugge, waar hij zanglessen kreeg van Georgette Cooleman en Stella Pipeleers.
Verder studeerde hij nog aan het Koninklijk Conservatorium in Gent, Guildhall School of Music and Drama in Londen en aan de Music Academy of the West in Santa Barbara in de Verenigde Staten. Tussendoor volgde hij nog workshops in het binnen- en buitenland.

## Carrière
Met de rol van Padre in De Man van La Mancha in 1993 bij het Koninklijk Ballet van Vlaanderen debuteerde Janssens in de musical. Daarna speelde hij in Jesus Christ Superstar en in Chess als de Russische schaakgrootmeester Anatoly Sergeievsky.
In 1995-1996 stond hij in Scheveningen in de Joop van den Ende-productie van The Phantom of the Opera, zowel in de rol van de Phantom (het spook) als in die van Raoul. Bij het Koninklijk Ballet van Vlaanderen was hij daarna te zien als Bartolomeo Vanzetti in de musical Sacco & Vanzetti en vertolkte hij de dubbele titelrol in Jekyll & Hyde.
In 1998-1999 vertolkte hij de rol van Jean Valjean in Les Misérables in de Stadsschouwburg van Antwerpen en in 1999-2000 nam hij er de titelrol voor zijn rekening in The Phantom of the Opera. Eind 2000 stond hij in zijn laatste productie voor het Koninklijk Ballet van Vlaanderen, namelijk in de rol van Ben in Follies.
Daarna vertrok de musicalacteur naar Londen, waar hij van oktober 2000 tot juli 2003 als eerste Belg ooit optrad in de hoofdrol van Jean Valjean in Les Misérables in het Palace Theater op West End. Hij werd er de langst opeenvolgende vertolker ooit in Londen in de rol van Jean Valjean. Mede door zijn rol als Jean Valjean werd hij gevraagd op te treden in het London Concert for Peace in het Drury Lane Theatre.
Van 2003 tot 2006 toerde Janssens door Vlaanderen en Nederland met het concertprogramma WestEndStory, samen met Hilde Norga en An Lauwereins.
Eind mei 2006 ging Janssens weer naar Londen om er op te treden in Les Misérables, dit keer in de rol van politiecommissaris Javert. Hiermee werd hij de eerste acteur in de geschiedenis van deze legendarische musical die in Londen werd gevraagd voor beide hoofdrollen.
Na terugkeer vertolkte hij vanaf november 2006 in de Stadsschouwburg van Antwerpen de rol van Dracula in de gelijknamige musical. Voor deze vertolking ontving hij de Vlaamse Musicalprijs 2006 voor Beste Mannelijke Hoofdrol.
In het seizoen 2008-2009 stond Janssens als gorillavader Korchak in Tarzan in Scheveningen.
Tussen oktober 2009 en de zomer van 2010 speelde hij opnieuw de rol van Javert in Les Misérables, in het Queens Theatre te Londen.
Vanaf september 2010 was hij te zien zijn als graaf Von Krolock in de Vlaamse versie van Dans der vampieren.
In februari 2011 speelde Janssens in de musical Oliver!, waarin hij de rol van Bill Sikes afwisselend met Peter Van De Velde vertolkte.
In november en december 2011 stond hij weer op de planken in het Fakkelteater in Antwerpen in de kleine productie Lelies van Judas Theater Producties. Deze productie werd hernomen in 2015.
Vanaf oktober 2012 was Janssens te zien als alternate George in de musical Aspects of Love. Hij zal de rol af en toe overnemen van Ernst Daniël Smid.
In 2013 vertolkte Janssens de rol van Siegmund in Wagners Die Walküre in een concertante versie van het eerste bedrijf, met de Bielefelder Philharmoniker in Bielefeld in Duitsland. Nog in dat jaar zong hij Wagner in Tragedy of a friendship van Jan Fabre. In 2015 was hij te zien in de herneming van de musical Lelies met voorstellingen doorheen Vlaanderen en in Amsterdam. Verder op zijn agenda in 2015 stonden de rol van Remendado in Carmen en de rol van Vanzetti in Sacco & Vanzetti.
Andere musicalrollen waren Juan Peron in Evita (2016), Triton in The Little Mermaid (2017), Oscar Jod in Rubens (2018) en Sweeney Todd in Sweeney Todd (2019 Pateeke Producties) en 2023 Medialane producties naast Simone Kleinsma. Voor deze rol werd HP onderscheiden in Nederland met de Musicalaward voor beste mannelijke hoofdrol in een kleine musical. Hij vertolkte tevens de rol van Mr Salt in Charly and the chocolate factory (Deepbridge producties, 2022/2023).
In 2025 speelt Hans Peter de rol van Bisschop van Digne in Les Misérables the Arena Spectacular. Deze show is speciaal voor concertzalen en arena's gemaakt en is een grotere versie van het Les Misérables The Staged Concert.
Verder in 2023 was HP voor het eerst te zien in een komedie ‘Minerva veur altijd’ voor Achterland producties.
Hans Peter tourt samen met Conny Neefs en haar dochter Hannelore doorheen Vlaanderen met de voorstelling Louis Neefs, wat een leven, een ode aan het leven en werk van Louis Neefs. Als voice-over artiest is HP te beluisteren in films als Rango, The nutcracker, Minions en The Lion King (Scar, 2019).

Externe link
- Officiële website